# Grüningen
Grüningen es un municipio del cantón de Zúrich, Suiza. Se halla al nordeste del monte Pfannenstiel (853 m s. n. m.) y tiene un centro histórico que data de la Edad Media, pues es mencionado por primera vez en 1038. Fue sede de una regiduría de Zúrich (Landvogtei), con un famoso castillo, construido en 1229 y destruido parcialmente por un incendio en 1970. Grüningen tiene una población (a 31 de diciembre de 2020) de 3.716.

## Historia
Grüningen se menciona por primera vez en 1243 como apud Gruningin.

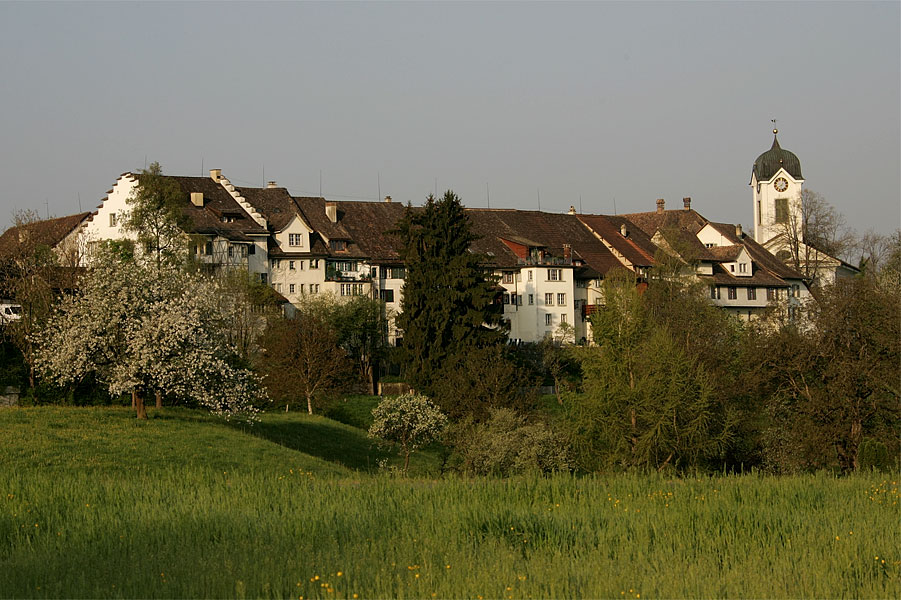
Grüningen

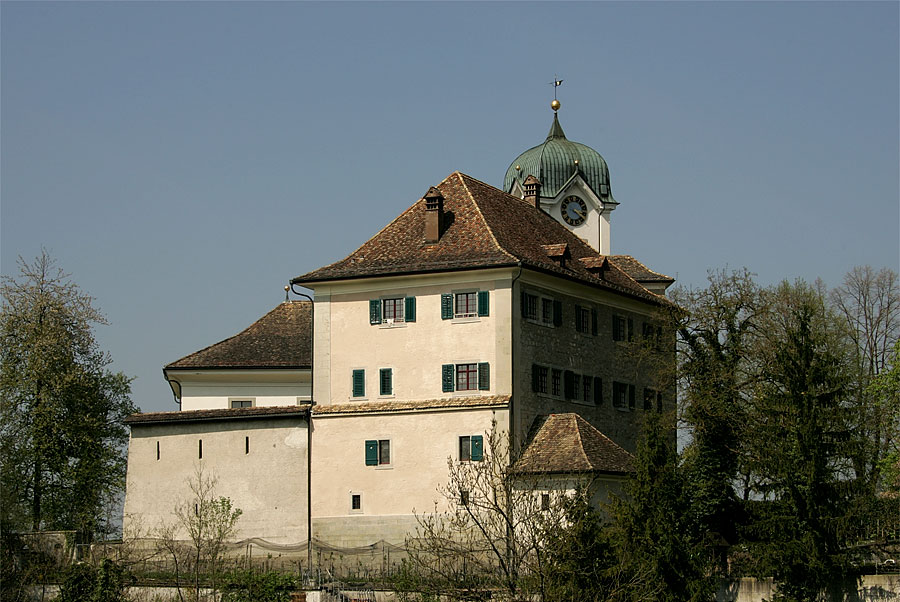
El castillo y detrás la iglesia.